# Miss Italia nel mondo 1998
L'ottava edizione di Miss Italia nel mondo si è svolta presso le Terme Berzieri di Salsomaggiore Terme il 29 agosto 1998 ed è stata condotta da Carlo Conti con la partecipazione di Melba Ruffo. Vincitrice del concorso è risultata essere la brasiliana Rudialva Vigolo. Arrangiamenti musicali Vincent Vincenzo Masini, vocal coach Sabrina Ceccarelli.

## Piazzamenti
| Risultato finale           | Concorrente                                      |
| -------------------------- | ------------------------------------------------ |
| Miss Italia nel mondo 1998 | - Brasile - Rudialva Vigolo                      |
| 2ª classificata            | - Canada - Mariangela Leto                       |
| 3ª classificata            | - Repubblica Dominicana - Laura Iturbides Flores |
| 4ª classificata            | - Stati Uniti d'America - Elena Ventrella        |
| 5ª classificata            | - Malta - Claudia Calleja                        |
| 6ª classificata            | - Venezuela - Claudia Virginia La Gatta Quintana |
| 7ª classificata            | - Argentina - Valeria Pezzelatto                 |
| 8ª classificata            | - Danimarca - Laura Valesin                      |
| 9ª classificata            | - Zimbabwe - Claudia Bisetto                     |
| 10ª classificata           | - Belgio - Maria Lucente                         |

## Concorrenti[1]
01 Stati Uniti d'America - Elena Ventrella
02 Belgio - Maria Lucente
03 Algeria - Aziza Zohra Oussayef
04 Regno Unito - Filomena Resce
05 Grecia - Elena Vassilou
06 Danimarca - Laura Valesin
07 Paraguay - Karina Montserrat Urquhart Villalba
08 Liechtenstein - Vanessa Mariuz
09 Germania - Maria Teresa Terracina
10 Uruguay - Carina Cirio Araújo
11 Qatar - Milena Cestra
12 Filippine - Lucia Ruffino
13 Irlanda - Clara Esposito
14 Canada - Jennifer Cardella
15 Malta - Claudia Calleja
16 Canada - Mariangela Leto
17 Argentina - Valeria Pezzelatto
18 Perù - Fiorella Vismara
19 Tunisia - Sabrina Cherif
20 Uruguay - Vanessa Piazza Díaz
21 Lussemburgo - Elisabetta Del Boccio
22 Venezuela - Claudia Virginia La Gatta Quintana
23 Slovenia - Maja Clemenc
24 Australia - Sascha Caruso
25 Argentina - Viviana Squillaci
26 Brasile - Rudialva Vigolo
27 Repubblica Dominicana - Laura Iturbides Flores
28 Francia - Sophie Akielaszek
29 Svizzera - Stephanie Scattizza
30 Zimbabwe - Claudia Bisetto